# Cessna 172

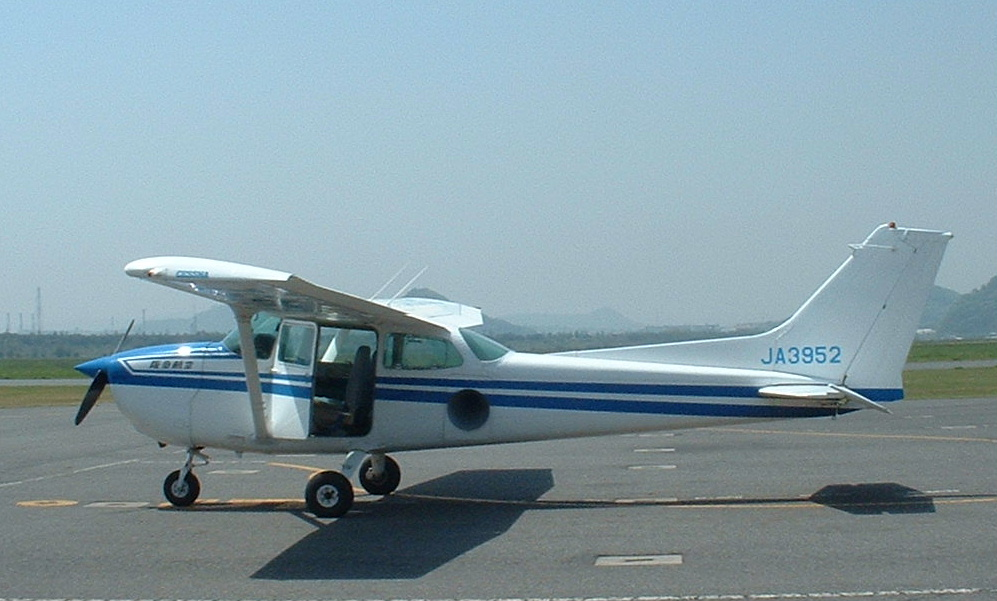
Cessna-172P

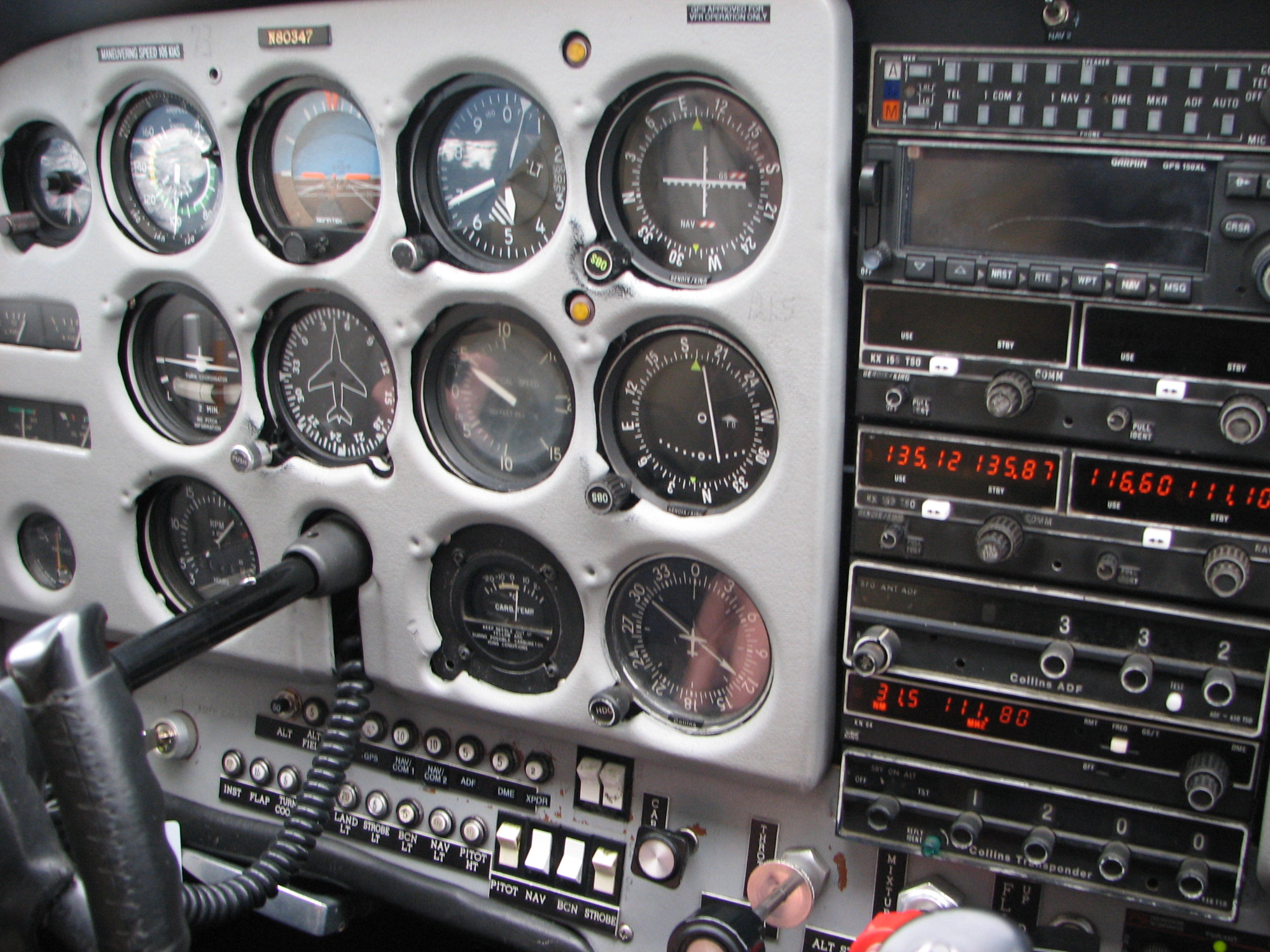
Cessna 172 – panel awioniki pokładowej

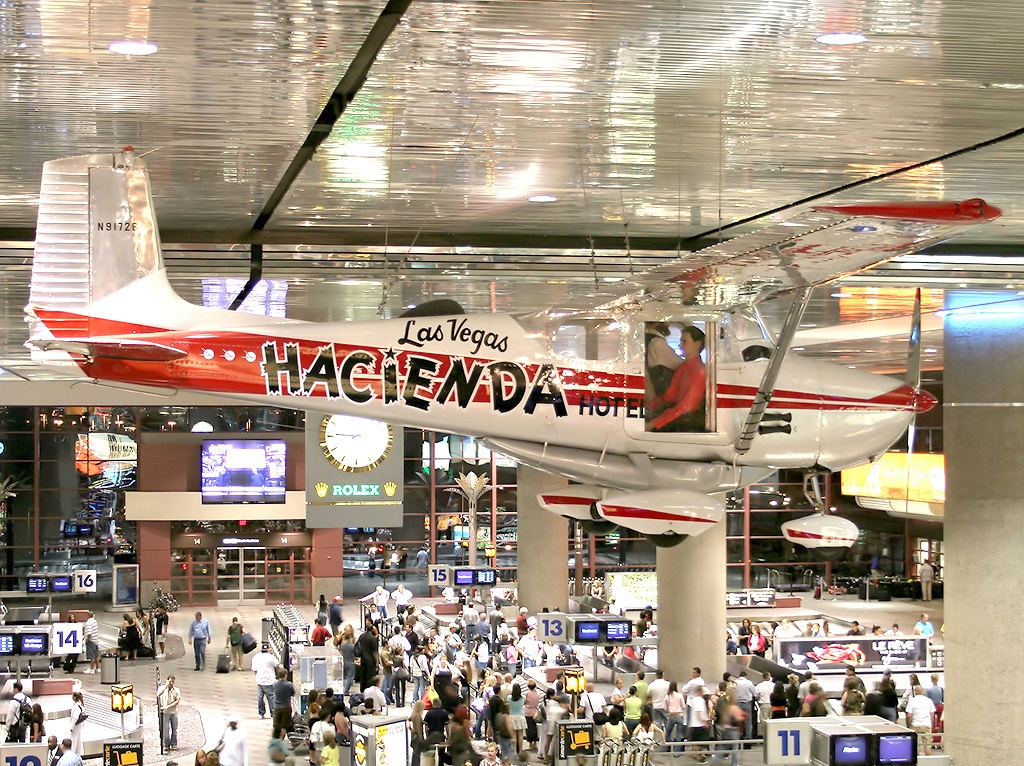
Rekordowa Cessna 172 z 1956, w której Robert Timm i John Cook wykonali najdłuższy lot z tankowaniem w powietrzu.

Cessna 172 Skyhawk – czteromiejscowy, jednosilnikowy górnopłat. Popularny samolot szkolno-treningowy. Egzemplarzy Cessny 172 wyprodukowano więcej niż jakiegokolwiek innego samolotu, nadal pozostaje w produkcji.

## Historia
Na bazie Cessna 170 opracowano nową konstrukcję. Prototyp samolotu został oblatany w 1955 r. Do samolotu tego typu należy rekord świata w najdłuższym locie z tankowaniem w powietrzu. Dnia 4 grudnia 1958 samolot Cessna 172 z załogą: Robertem Timmem i Johnem Cookem, wystartował z lotniska McCarran w Las Vegas. Doczepili oni zbiornik paliwa wraz z pompą elektryczną oraz zmienili drzwi drugiego pilota, co miało pomóc im w uzupełnianiu paliwa. Chociaż lot zaplanowali z początku na 50 dni, widząc swój sukces, zmienili plany. Załoga wylądowała dnia 7 lutego 1959 r. Ich lot trwał 64 dni 22 godziny 19 minut i 5 sekund. Do tej pory jest najdłuższym lotem w historii lotnictwa.
Samolotem tym niemiecki nastoletni pilot, Mathias Rust, 28 maja 1987 poleciał do Związku Radzieckiego. Udało mu się ominąć obronę przeciwlotniczą koło Moskwy i wylądować na moście Bolszoj Moskworieckij tuż obok Placu Czerwonego i Kremla, gdyż został błędnie uznany za samolot rosyjski. W związku z tym swoje stanowisko utracił m.in. minister obrony.

## Warianty
Przez lata produkcji Cessna 172 była poddawana wielu modyfikacjom, powstało kilkadziesiąt wersji, począwszy od najstarszych, napędzanych 145-konnym silnikiem Continental O-300 a kończąc na wersji FR172J napędzanej 210-konnym silnikiem Continental IO-360D. Począwszy od wersji 172J dostępne jest również podwozie w formie pływaków do lądowania na wodzie.
| Nazwa                    | Data certyfikacji    | Silnik                                         | Moc                             | Masa w kat. 'Normalnej' | Masa w kat. 'Użytkowej' |
| ------------------------ | -------------------- | ---------------------------------------------- | ------------------------------- | ----------------------- | ----------------------- |
| 172                      | 4 października 1955  | Continental O-300-A, -B                        | 145 KM przy 2700 rpm.           | 998 kg (2200 lb.)       | 884 kg (1950 lb.)       |
| 172A                     | 16 lipca 1956        | Continental O-300-C, -D                        | 145 KM przy 2700 rpm.           | 998 kg (2200 lb.)       | 884 kg (1950 lb.)       |
| 172B                     | 14 czerwca 1960      | Continental O-300-C, -D                        | 145 KM przy 2700 rpm.           | 998 kg (2200 lb.)       | 884 kg (1950 lb.)       |
| 172C                     | 18 lipca 1961        | Continental O-300-C, -D                        | 145 KM przy 2700 rpm.           | 1020 kg (2250 lb.)      | 884 kg (1950 lb.)       |
| 172D                     | 19 lipca 1962        | Continental O-300-C, -D                        | 145 KM przy 2700 rpm.           | 1043 kg (2300 lb.)      | 907 kg (2000 lb.)       |
| P172D Skyhawk Powermatic | 25 czerwca 1962      | Continental GO-300E, -D                        | 175 KM przy 3200 rpm.           | 1134 kg (2500 lb.)      | –                       |
| 172E                     | 27 lipca 1963        | Continental O-300-C, -D                        | 145 KM przy 2700 rpm.           | 1043 kg (2300 lb.)      | 907 kg (2000 lb.)       |
| R172E (T-41B)            | 21 kwietnia 1964     | Continental IO-360-D, -DB                      | 210 KM przy 2800 rpm.           | 1134 kg (2500 lb.)(1    | 998 kg (2200 lb.)       |
| FR172E                   | 20 grudnia 1967      | Rolls Royce Continental IO-360-D               | 210 KM przy 2800 rpm.           | 1134 kg (2500 lb.)(1    | 998 kg (2200 lb.)       |
| 172F (T-41A)             | 21 kwietnia 1964     | Continental O-300-C, -D                        | 145 KM przy 2700 rpm.           | 1043 kg (2300 lb.)      | 907 kg (2000 lb.)       |
| R172F (T-41B)            | 14 maja 1968         | Continental IO-360-D, -DB                      | 210 KM przy 2800 rpm.           | 1134 kg (2500 lb.)(1    | 998 kg (2200 lb.)       |
| FR172F                   | 27 listopada 1968    | Rolls Royce Continental IO-360-D               | 210 KM przy 2800 rpm.           | 1134 kg (2500 lb.)(1    | 998 kg (2200 lb.)       |
| 172G                     | 15 czerwca 1965      | Continental O-300-C, -D                        | 145 KM przy 2700 rpm.           | 1043 kg (2300 lb.)      | 907 kg (2000 lb.)       |
| R172G (T-41C i T-41D)    | 18 lipca 1969        | Continental IO-360-D, -C, -DB, -CB             | 210 KM przy 2800 rpm.           | 1156 kg (2550 lb.)(1    | 998 kg (2200 lb.)       |
| FR172G                   | 23 października 1969 | Rolls Royce Continental IO-360-C, -CB, -D, -DB | 210 KM przy 2800 rpm.           | 1134 kg (2500 lb.)(1    | 998 kg (2200 lb.)       |
| 172H (T-41A)             | 7 czerwca 1966       | Rolls Royce Continental O-300-C, -D            | 145 KM przy 2700 rpm.           | 1043 kg (2300 lb.)      | 907 kg (2000 lb.)       |
| R172H (T-41D)            | 2 lipca 1970         | Continental IO-360-D, -C, -H, -DB, -CB, -HB    | 210 KM przy 2800 rpm.           | 1156 kg (2550 lb.)(1    | 998 kg (2200 lb.)       |
| FR172H                   | 17 grudnia 1970      | Rolls Royce Continental IO-360-C, -CB, -D, -DB | 210 KM przy 2800 rpm.           | 1134 kg (2500 lb.)(1    | 998 kg (2200 lb.)       |
| 172J                     | 15 grudnia 1967      | Lycoming O-320-E2D                             | 150 KM przy 2700 rpm.           | 1043 kg (2300 lb.)(1    | 907 kg (2000 lb.)       |
| R172J                    | 19 września 1972     | Continental IO-360-H, -HB                      | 210 KM przy 2800 rpm.           | 1156 kg (2550 lb.)(1    | 998 kg (2200 lb.)       |
| FR172J                   | 1 grudnia 1972       | Rolls Royce Continental IO-360-H, -HB          | 210 KM przy 2800 rpm.           | 1134 kg (2500 lb.)(1    | 998 kg (2200 lb.)       |
| 172K                     | 9 maja 1968          | Lycoming O-320-E2D                             | 150 KM przy 2700 rpm.           | 1043 kg (2300 lb.)(1    | 907 kg (2000 lb.)       |
| R172K Hawk XP            | 28 maja 1976         | Continental IO-360-K, -KB                      | 195 KM przy 2600 rpm.           | 1156 kg (2550 lb.)(1    | 998 kg (2200 lb.)       |
| FR172K                   | 1 grudnia 1972       | Rolls Royce Continental IO-360-K, -KB          | 195 KM przy 2600 rpm.           | 1134 kg (2500 lb.)(1    | 998 kg (2200 lb.)       |
| 172L                     | 13 maja 1970         | Lycoming O-320-E2D                             | 150 KM przy 2700 rpm.           | 1043 kg (2300 lb.)(1    | 907 kg (2000 lb.)       |
| 172M Skyhawk             | 12 maja 1972         | Lycoming O-320-E2D                             | 150 KM przy 2700 rpm.           | 1043 kg (2300 lb.)(1    | 907 kg (2000 lb.)       |
| 172N Skyhawk             | 17 maja 1976         | Lycoming O-320-H2AD                            | 160 KM przy 2700 rpm.           | 1043 kg (2300 lb.)(1    | 907 kg (2000 lb.)       |
| 172P Skyhawk             | 13 maja 1980         | Lycoming O-320-D2J                             | 160 KM przy 2700 rpm.           | 1088 kg (2300 lb.)(1    | 952 kg (2100 lb.)       |
| 172Q Cutlass             | 15 października 1982 | Lycoming O-360-A4N                             | 180 KM przy 2700 rpm.           | 1156 kg (2550 lb.)(1    | –                       |
| 172R Skyhawk             | 21 czerwca 1996      | Lycoming IO-360-L2A                            | 160 lub 180(2 KM przy 2700 rpm. | 1156 kg (2550 lb.)(1    | 952 kg (2100 lb.)       |
| 172S Skyhawk SP          | 1 maja 1998          | Lycoming IO-360-L2A                            | 180 KM przy 2700 rpm.           | 1156 kg (2550 lb.)(1    | 952 kg (2100 lb.)       |
| 172RG Skyhawk RG         | 1 czerwca 1979       | Lycoming IO-360-F1A6                           | 180 KM przy 2700 rpm.           | 1202 kg (2650 lb.)(1    | –                       |

(1 Zależnie od wyważenia
(2 180 KM po modyfikacji odpowiednim zestawem części